# Pretty Woman
Pretty Woman är en amerikansk romantisk komedifilm från 1990 i regi av Garry Marshall, med Julia Roberts och Richard Gere i huvudrollerna. Filmen hade biopremiär i USA den 23 mars 1990 och Sverigepremiär den 29 juni 1990.

## Handling
Edward Lewis är en framgångsrik affärsman från New York som skall ordna några affärer i Los Angeles i en vecka. Han kör vilse i staden och plockar längs Hollywood Walk of Fame upp en prostituerad, Vivian, som guide. Han känner sig ensam och betalar 300 dollar för att hon ska stanna en natt med honom på hans hotell i Beverly Hills. Efter den natten blir intresset djupare och eftersom han behöver en dejt till en affärsmiddag så erbjuder han henne en deal att han hyr henne under resten av den tid som han är kvar i stan.

## Om filmen
Filmmusiken inkluderar bland annat en reviderad version av den svenska popduon Roxettes sång It Must Have Been Love från 1987, där de ord i sångtexten som gjorde sången till julsång ersatts med andra ord. Operaföreställningen som paret går och ser i filmen är La Traviata, vars historia är lik filmens. Stycket som hörs i slutscenen är Dammi tu forza, o cielo ur samma opera.

## Rollista i urval
- Julia Roberts - Vivian Ward
- Richard Gere - Edward Lewis
- Ralph Bellamy - James Morse
- Jason Alexander - Philip Stuckey
- Laura San Giacomo - Kit De Luca
- Alex Hyde-White - David Morse
- Amy Yasbeck - Elizabeth Stuckey
- Elinor Donahue - Bridget
- Héctor Elizondo - Bernard Thompson
- Judith Baldwin - Susan

## Musik i filmen
Soundtracket till filmen Pretty Woman släpptes 1990 av EMI och innehåller följande låtar:
1. "Fame 90" - David Bowie
2. "Wild Women Do" - Natalie Cole
3. "King of Wishful Thinking" - Go West
4. "Tangled" - Jane Wiedlin
5. "It Must Have Been Love" - Roxette
6. "Life in Detail" - Robert Palmer
7. "No Explanation" - Peter Cetera
8. "Wild One" - Iggy Pop
9. "Fallen" - Lauren Wood
10. "Oh, Pretty Woman" - Roy Orbison
11. "Show Me Your Soul" - Red Hot Chili Peppers

### Fotnoter
1. ↑  ”Pretty Woman” (på engelska). Box Office Mojo. 23 mars 1990. http://www.boxofficemojo.com/movies/?id=prettywoman.htm. Läst 8 september 2016.
2. ↑  ”Pretty Woman”. Svensk filmdatabas. 29 juni 1990. http://www.sfi.se/sv/svensk-filmdatabas/Item/?type=MOVIE&itemid=17336. Läst 8 september 2016.